# ریکپوت
ریکپوت، روستایی در دهستان بمپور شرقی بخش مرکزی شهرستان بمپور در استان سیستان و بلوچستان ایران است.

## جمعیت
بر پایه سرشماری عمومی نفوس و مسکن در سال ۱۳۹۵، جمعیت این روستا برابر با ۳٬۴۹۱ نفر (۸۳۴ خانوار) بوده‌است.